# Penepodium distinguendum
Penepodium distinguendum är en biart som först beskrevs av Kohl 1902.  Penepodium distinguendum ingår i släktet Penepodium och familjen grävsteklar. Inga underarter finns listade i Catalogue of Life.